# Скайлер (Вірджинія)
Скайлер (англ. Schuyler) — переписна місцевість (CDP) в США, в окрузі Нелсон штату Вірджинія. Населення — 252 особи (2020).

## Географія
Скайлер розташований за координатами 37°47′44″ пн. ш. 78°41′51″ зх. д. / 37.79556° пн. ш. 78.69750° зх. д. (37.795466, -78.697612).  За даними Бюро перепису населення США в 2010 році переписна місцевість мала площу 4,06 км², з яких 4,00 км² — суходіл та 0,05 км² — водойми.

## Демографія
Згідно з переписом 2010 року, у переписній місцевості мешкало 298 осіб у 126 домогосподарствах у складі 82 родин. Густота населення становила 73 особи/км².  Було 159 помешкань (39/км²).
Расовий склад населення:
| - 92,3 % — білих - 1,7 % — чорних або афроамериканців - 0,3 % — корінних американців - 0,3 % — азіатів - 2,0 % — осіб інших рас |

До двох чи більше рас належало 3,4 %. Частка іспаномовних становила 1,0 % від усіх жителів.
За віковим діапазоном населення розподілялося таким чином: 19,8 % — особи молодші 18 років, 62,1 % — особи у віці 18—64 років, 18,1 % — особи у віці 65 років та старші. Медіана віку мешканця становила 44,6 року. На 100 осіб жіночої статі у переписній місцевості припадало 86,2 чоловіків;  на 100 жінок у віці від 18 років та старших — 78,4 чоловіків також старших 18 років.
За межею бідності перебувало 8,9 % осіб, у тому числі 0,0 % дітей у віці до 18 років та 0,0 % осіб у віці 65 років та старших.
Цивільне працевлаштоване населення становило 26 осіб. Основні галузі зайнятості: роздрібна торгівля — 65,4 %, оптова торгівля — 34,6 %.